# Jonas Gulin
Jonas Gulin, född 20 februari 1909 i Junsele församling, Västernorrlands län, död där 11 oktober 1989, var en svensk målare och grafiker. 
Gulin studerade konst i Stockholm samt vid den danska konstakademien i Köpenhamn och blev efter studiernas verksam som konstnär i Köpenhamn och södra Sverige. Hans konst består av figursaker och grafiska blad.